# ℃-ute입니다! 모든 싱글을 모았습니다!①
《℃-ute입니다! 모든 싱글을 모았습니다!①》(℃-uteなんです!全シングル集めちゃいましたっ!① 큐토난데스! 젠싱그루아츠메차이마시탓! 이치[*])는 ℃-ute의 베스트 음반이다. 2009년 11월 18일에 zetima에서 발매됐다.

## 개요
℃-ute 첫 베스트 음반. 지금까지 발매한, 인디즈를 포함해서 모든 싱글 14곡을 수록하고 있다. 초동 한정판에는 CD+DVD, 통상판은 CD뿐이다. 음반 구입자 이벤트 참가권이 봉입되어있다. 무라카미 메구미, 아리하라 칸나, 우메다 에리카의 파트는 그대로 되어있기 때문에 현재 멤버(5인)으로의 재녹음은 없다.

## 수록곡
전체 작사: 츤쿠 (#1~#9, #11, #12, #14), 요시오카 오사무 (#10), 키타조 마코토 (#13). 전체 작곡: 츤쿠 (#1~#9, #11, #12, #14), 우자키 류도 (#10), 사세 주이치 (#13)
| #   | 제목                                                       | 작사            | 작곡                         | 재생 시간 |
| --- | ---------------------------------------------------------- | --------------- | ---------------------------- | --------- |
| 1.  | 〈신상 블루진〉 (まっさらブルージーンズ)                   |                 | 편곡: 타카하시 유이치        |           |
| 2.  | 〈바로 안아줘〉 (即 抱きしめて)                            |                 | 편곡: 스즈키 다이치 히데유키 |           |
| 3.  | 〈큰 사랑으로 대해줘〉 (大きな愛でもてなして)              |                 | 편곡: 타카하시 유이치        |           |
| 4.  | 〈이유없어(Z)〉 (わっきゃない(Z))                          |                 | 편곡: 타카하시 유이치        |           |
| 5.  | 〈벚꽃 살짝〉 (桜チラリ)                                   |                 | 편곡: 타카하시 유이치        |           |
| 6.  | 〈돌고 도는 사랑의 계절〉 (めぐる恋の季節)                 |                 | 편곡: 스즈키 다이치 히데유키 |           |
| 7.  | 〈도시 아이의 순정〉 (都会っ子 純情)                       |                 | 편곡: 히라타 쇼이치로        |           |
| 8.  | 〈LALALA 행복의 노래〉 (LALALA 幸せの歌)                   |                 | 편곡: 히라타 쇼이치로        |           |
| 9.  | 〈눈물의 색〉 (涙の色)                                     |                 | 편곡: 후지사와 요시아키      |           |
| 10. | 〈에도의 공놀이 노래 II〉 (江戸の手毬唄II)                 | 요시오카 오사무 | 편곡: 카와바타 요시마사      |           |
| 11. | 〈FOREVER LOVE〉                                           |                 | 편곡: 스즈키 슌스케          |           |
| 12. | 〈Bye Bye Bye!〉                                           |                 | 편곡: 히라타 쇼이치로        |           |
| 13. | 〈무더위 속 안부 인사드립니다〉 (暑中お見舞い申し上げます) |                 | 편곡: 히라타 쇼이치로        |           |
| 14. | 〈EVERYDAY 최절정!!〉 (EVERYDAY 絶好調!!)                  |                 | 편곡: 오쿠보 카오루          |           |

## 차트 순위
| 국가 | 차트        | 최고 순위 |
| ---- | ----------- | --------- |
| 일본 | 오리콘 차트 | 17        |